# なんでもワイド
『なんでもワイド』は、1994年4月4日から1996年3月15日まで中国放送（RCCテレビ）で放送された夕方ワイド番組。司会は、川島宏治（中国放送アナウンサー(当時)）、吉田幸（中国放送アナウンサー）、上野隆紘（中国放送アナウンサー(当時)）らが務めた。

## 放送時間
いずれもJST。
- 月曜 - 金曜 15:53 - 19:00 （1994年4月4日 - 1995年3月31日）
- 月曜 - 金曜 16:00 - 19:00 （1995年4月3日 - 1995年9月29日）
- 月曜 - 金曜 16:00 - 18:00 （1995年10月2日 - 1996年3月15日） - 18時台後半のニュース部門を分離し、『RCC TODAY』（月曜 - 金曜 18:29 - 19:00、キャスターは本名正憲と堀江順子）を設定したことによる。

## 題名の変遷
- 『いいことあるかな なんでもワイド3時間』（1994年4月4日 - 1995年3月31日）
- 『川島宏治のなんでもワイド』（1995年4月3日 - 1996年3月15日）

## コーナー
- クレドで目立ちまショー - 広島市中区にある基町クレドビルの前でイベントなどの宣伝をするコーナー。
- 上野さん教えて

| スタブアイコン | サブスタブ | この項目は、まだ閲覧者の調べものの参照としては役立たない、テレビ番組に関連した書きかけの項目です。この項目を加筆・訂正などしてくださる協力者を求めています（P:テレビ/PJ:放送または配信の番組）。 |